# Franziska Pruckner
Franziska Pruckner (* 9. Mai 1902 in München; † 2000) war eine deutsche Chemikerin und spätere kommissarische Abteilungsleiterin in der Deutschen Forschungsanstalt für Psychiatrie (Kaiser-Wilhelm-Institut), München.

## Leben
Nach der Reifeprüfung 1921 an dem Neuen Realgymnasium in München begann sie ein Studium an der Universität München, von 1925 bis 1931 führt sie dieses in Chemie, Physik und Mathematik an der Universität Leipzig weiter und schloss es mit den Verbandsexamina 1926 und 1928 ab. 1931 promovierte sie über „Energetische Untersuchungen über die photochemische Umwandlung des ortho-Nitrobenzaldehyds in ortho-Nitrosobenzoesäure“. Von 1932 bis 1934 arbeitete sie als Volontärassistentin am Physikalisch-Chemischen Institut München und von 1934 bis 1936 als Assistentin bei Kasimir Fajans im Serologischen Institut von Felix Plant der Deutschen Forschungsanstalt für Psychiatrie (Kaiser-Wilhelm-Institut) in München. Nach der Vertreibung von Plant arbeitete sie von 1936 bis 1944 als Assistentin im Organisch-Chemischen Institut an der TH München bei Hans Fischer. Wegen der NS-Bedingungen lehnte sie eine Habilitation ab und wurde schließlich – allerdings in anderem Zusammenhang – sogar zur Kündigung aufgefordert. Von 1946 bis 1953 war sie wieder an der Deutschen Forschungsanstalt für Psychiatrie beschäftigt, wo sie von 1946 bis 1949 die kommissarische Leitung des Serologischen Instituts übernahm. Doch da sie von der amerikanischen Besatzungsmacht eingesetzt wurde, wurde sie nicht nur von den Kollegen ignoriert, sondern zunächst durch einen Boykott der Generalverwaltung der Kaiser-Wilhelm-Gesellschaft nicht einmal bezahlt. Daraufhin versuchte sie im Ausland eine Anstellung zu finden, arbeitete aber noch von 1949 bis 1953 in der zuvor von ihr geleiteten Abteilung als Assistentin.

## Schriften (Auswahl)
- mit A. Stern: Über die Lichtabsorption der Porphyrine IX. (Ultraviolettabsorption I.). Zeitschrift für Physikalische Chemie, A 177, 1936 DOI:10.1515/zpch-1936-17733
- mit A. Stern: Lichtabsorption und Konstitution der Chlorophyllderivate, Z. f. Physikal. Chemie, Band 180, 1937, S. 321 DOI:10.1515/zpch-1937-18027; Teil 2 von F. Pruckner, Band 187, 1940, S. 257–275, DOI:10.1515/zpch-1940-18730; Teil 3 Band 188, 1941, S. 41 DOI:10.1515/zpch-1941-18806
- mit A. Stern: Lichtabsorption einiger Derivate des Bacteriochlorophylls, Zeitschrift f. Physikal. Chemie A, Band 185, 1939, S. 140–151 DOI:10.1515/zpch-1939-18509
- mit August Oestreicher, Hans Fischer: Rotationsdispersion und scheinbare Inaktivität einiger Chlorophyllderivate. Justus Liebig’s Annalen Der Chemie. Band 546, 1941, S. 41–49 DOI:10.1002/jlac.19415460104
- mit Bernhard Witkop: Die Konstitution einiger Derivate der Harmanreihe im Lichte ihrer UV-Spektren, Justus Liebig’s Annalen Der Chemie, Band 554, 1943, S. 127–144
- Die Anwendung einiger Begriffe der Physik und Chemie auf die Deutung morphologischer Befunde am Zentralnervensystem. Archiv für Psychiatrie und Zeitschrift Neurologie, Band 184, 1950, S. 458–472 DOI:10.1007/BF00340111
- mit Vivyn Reincke, Gertrud Simon: Untersuchungen über den Reststickstoffgehalt der Cerebrospinalflüssigkeit. Archiv für Psychiatrie und Zeitschrift Neurologie, Band 189, 1952, S. 503–520 DOI:10.1007/BF00394864
- mit M. von der Schulenburg, G. Schwuttke: Die Identifizierung adsorblerter (sic) Substanzen mittels ihrer Reflexionsspektra. Naturwissenschaften, Band 38, Nr. 2, 1951, S. 45–46 DOI:10.1007/BF00716173